# Tovomita humilis
Tovomita humilis är en tvåhjärtbladig växtart som beskrevs av Adolpho Ducke. Tovomita humilis ingår i släktet Tovomita och familjen Clusiaceae. Inga underarter finns listade i Catalogue of Life.